# Injeção de aerossol na estratosfera

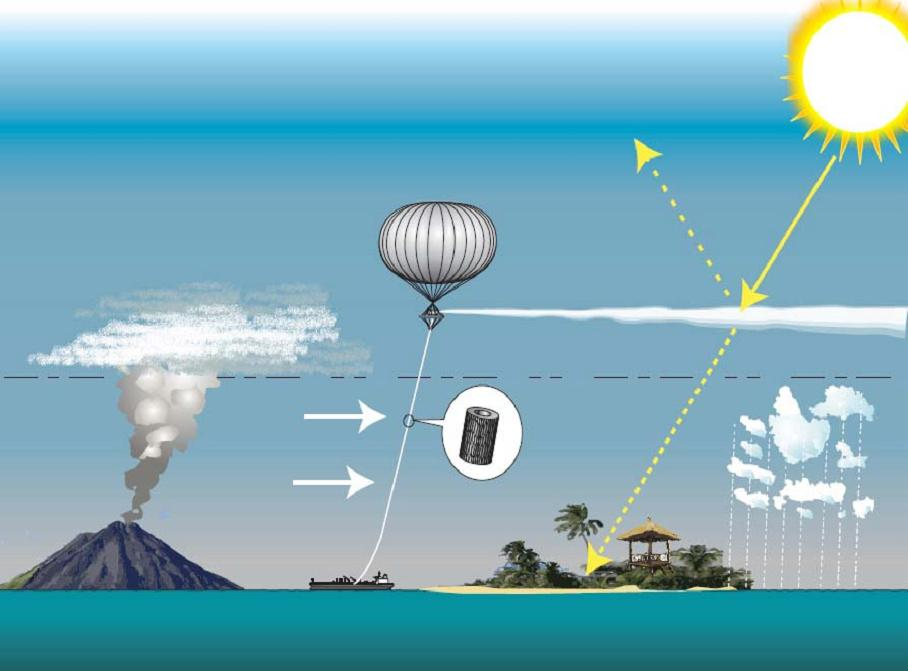
Proposta de um balão amarrado para injetar aerossóis de sulfato na estratosfera.

A capacidade de criar um escurecimento global a partir de aerosóis de sulfatos estratosféricos fez-lhes um possível candidato para uso em projetos de engenharia de clima, e um possível candidato para limitar o efeito e o impacto de mudanças climáticas devido ao aumento dos níveis de gases de efeito estufa. Precursores de sulfeto de gases, tais como o ácido sulfúrico, sulfeto de hidrogênio (H

2S) ou dióxido de enxofre (SO

2) poderiam ser lançados na estratosfera por artilharia, aviões, e balões. Atualmente, esta proposta poderia ser usada como uma maneira de combater mudanças climáticas, de efeito rápido, baixos custos de implementação, e pelo fato de ser reversível.
Um estudo calculou o impacto de se injetar partículas de sulfato ou aerossóis na estratosfera, a cada um a quatro anos, em quantidades iguais às loft pela erupção vulcânica do Monte Pinatubo, em 1991. Entretanto, o artigo não tratou dos desafios técnicos e políticos envolvidos nos esforços de gerenciar a radiação solar (SRM). Se for economicamente, ambientalmente e tecnologicamente viáveis, tais injeções poderia fornecer um "período de ouro" de até 20 anos, até que grandes cortes nas emissões de gases de efeito estufa seja necessário, o estudo conclui.
Tem sido sugerido que a entrega direta dos precursores poderia ser alcançado usando sulfeto de gases como o dimetil sulfeto, dióxido de enxofre (SO2), sulfeto de carbonila, ou sulfeto de hidrogênio (H

2S). Estes compostos poderiam ser entregues usando artilharia, aviões (tais como F-15C) ou balões, e resultar na formação de compostos com o sulfato de ânions.
De acordo com as estimativas, " se um quilo de enxofre for bem colocado na estratosfera, poderia compensar o efeito de aquecimento de várias centenas de milhares de quilos de dióxido de carbono."

## Argumentos para uso da técnica
Os argumentos a favor desta abordagem em comparação com os outros meios possíveis de radiação solar de gestão são:
- Imitação de um processo natural:[6] Aerossóis de enxofre na Estratosfera são criados por processos naturais (especialmente vulcões), cujos impactos têm sido estudadas através de observações.[7] Isso contrasta com outras técnicas de gestão de clima que não tem análogos naturais(por exemplo, sombra espacial).
- A viabilidade tecnológica: Em contraste com outras propostas de técnicas de gestão de radiação solar, grande parte da tecnologia necessária já existe: fabricação de produtos químicos, artilharia, aviões de alta velocidade, balões meteorológicos, etc.
- Custo: vários estudos têm concluído que Injeção de Aerossóis Estratosféricos (IAE) custaria menos do que muitas outras intervenções. Os custos não podem ser derivadas de uma maneira objetiva total, pois só é possível estimar em cerca de um estágio inicial. No entanto, várias fontes sugerem que seria barato em relação à redução de emissões, ou outras ideais como a captura de dióxido de carbono, a adaptação aos impactos do clima, ou sofrer os danos do clima.[8][9][10] O custo anual de entrega de 5 milhões de toneladas de aerossol a uma altitude de 20 a 30 km é estimado em US$2 bilhões a 8 bilhões.[11] Cerca de 5 milhões de toneladas de SO
2 entregue anualmente seria suficiente para compensar o aquecimento esperado ao longo do próximo século. SO
2 pode ser comprado on-line com baixo custo, ex: US$500/tonelada.[12] Na comparação, as estimativas de custo para danos climáticos variam de US$200 bilhões para 2 trilhões.
- Eficácia: a maioria das propostas de técnicas de gestão de radiação solar pode fornecer apenas uma intervenção limitada no clima— ou seja, não se pode reduzir a temperatura por mais do que uma certa quantidade com cada técnica.[13]

## Problemas de Eficácia
É incerto o quão eficaz qualquer técnica de gestão de radiação solar seria, devido às dificuldades de modelagem de seus impactos e a natureza complexa do sistema climático global. Certos problemas de  eficácia são específicos para aerossóis estratosféricos:
- Lifespan of aerosols: Tropospheric sulfur aerosols are short lived.[14]  Delivery of particles into the lower stratosphere in the arctic will typically ensure that they remain aloft only for a few weeks or months, as air in this region is predominantly descending.[15] To ensure endurance, higher-altitude delivery is needed, ensuring a typical endurance of several years by enabling injection into the rising leg of the Brewer-Dobson circulation above the tropical tropopause. Further, sizing of particles is crucial to their endurance.[16]
- Aerosol delivery: There are two proposals for how to create a stratospheric sulfate aerosol cloud, either through release of a precursor gas (SO2) or the direct release of sulfuric acid (H2SO4) and these face different challenges.[17] If SO2 gas is released it will oxidise to form H2SO4 and then condense to form droplets far from the injection site.[18] Releasing SO2 would not allow control over the size of the particles that are formed but would not require a sophisticated release mechanism. Simulations suggest that as the SO2 release rate is increased there would be diminishing returns on the cooling effect, as larger particles would be formed which have a shorter lifetime and are less effective scatterers of light.[19] If H2SO4 is released directly then the aerosol particles would form very quickly and in principle the particle size could be controlled although the engineering requirements for this are uncertain. As direct H2SO4 release would allow control over the particle size it could be possible to avoid some of the inefficiencies associated with SO2 release.

## Possíveis efeitos colaterais
Engenharia de clima e gestão de radiação solar, de maneira geral, são temas controversos, e trazes vários problemas e riscos. No entanto, alguns problemas são específicos à essa técnica.

Se a geoengenharia fosse parada de forma imediata, haveria um aumento rápido de temperatura e precipitação de 5-10 maiores que o atual aquecimento global gradual
- Destruição da camada de ozônio: é um potencial efeito colateral de aerossóis de enxofre;[21][22] e a estas preocupações têm sido suportadas pelo modelo.[23] No entanto, isso só pode ocorrer se altas quantidades de aerossóis forem depositadas em nuvens estratosféricas polares, antes de os níveis de CFCs e outros gases destruidores da camada de ozônio cairem naturalmente para níveis seguros. Aerossóis na estratosfera, juntamente com gases que impactam a camada de  ozônio, são responsáveis pela destruição da camada de ozônio.[24]
- Clareamento do céu: Aerossóis estratosféricos têm o potencial para clarear o céu e a causar pôr do sóis mais coloridos, dependendo da quantidade que está sendo pulverizada.[25] De acordo com um estudo sobre a limpeza do ar, branqueamento solar tem sido responsável por um aumento na produção de milho nos últimos 30 anos.[26]
- Aquecimento da Tropopausa: a também umidificação da estratosfera.
- Regional de aquecimento: com base nos resultados do Modelo de Geoengenharia de Intercomparação em  2014-2015, um modelo com cenário padrão de injeção de aerossol estratosférico indica que as temperaturas nos trópicos poderiam reduzir, e nas latitudes mais elevadas esquentar, porém a redução dos glaciares ainda continuaria, embora a uma taxa reduzida. Anomalias extremas de temperatura também continuariam a aumentar, mas em menor grau. Em relação a esses resultados do modelo, o autor do estudo, Alan Robock , observou:

- Mudança de temperatura estratosférica: os aerossóis podem também absorver parte da radiação do sol, da Terra e da atmosfera circundante. Isto altera a temperatura do ar circunlante e poderia potencialmente impactar na circulação da estratosfera, o que por sua vez pode afetar a circulação na superfície.[27]
- Respostas hidrológicas regionais: com base nos resultados do Modelo de Geo-engenharia de Intercomparação, haveria uma redução na média global de precipitação em todo o mundo, particularmente nas regiões de monção durante o verão.
- Efeitos na saúde: Enquanto o sulfato de partículas são naturais, eles ainda têm potenciais efeitos na saúde.[28] Minimização desses efeitos é principalmente alcançado, garantindo que as partículas permaneçam no ar o máximo de tempo possível, reduzindo, assim, as quantidades que possam retornar para a atmosfera inferior.

## A formação de aerossol
Principal a formação de aerossol, também conhecido como formação homogênea de aerossol, resulta quando o gás SO
2 se combina com o oxigênio e a água para formar a solução aquosa de ácido sulfúrico (H2SO4). Esta solução líquida é ácida, na forma de um vapor e se condensa sobre as partículas de matéria sólida, meteoritic de origem ou de poeira carregadas da superfície para a estratosfera. A formação secundária ou heterogênea de aerossol ocorre quando o vapor de H2SO4 condensa-se para formando partículas de aerossol. Partículas ou gotículas de  aerossóis também se formam uma sobre as outras, criando as maiores partículas ou gotículas em um processo conhecido como coagulação. Temperaturas atmosféricas mais quentes também formam para partículas maiores. Estas partículas maiores seriam menos eficaz na dispersão da luz do sol , porque o pico de espalhamento de luz é conseguido através de partículas com diâmetro de 0,3 µm.

## Métodos
Various techniques have been proposed for delivering the aerosol precursor gases (H2S and SO
2).  The required altitude to enter the stratosphere is the height of the tropopause, which varies from 11 kilometres (6.8 mi/36,000 ft) at the poles to 17 kilometres (11 mi/58,000 ft) at the equator.
- Aeronaves Civis: Boeing 747-400 e o Gulfstream G550/650, C-37A poderiam ser modificados a baixo custo para emitir quantidade suficiente de sulfato na estratosfera.[31]
- Aeronaves Militares: F15-C e variantes do F-15 Eagle tem teto de vôo necessário, mas quantidade de entrega limitada. Aeronaves-tanque, como o KC-135 Stratotanker e KC-10 Extender também tem o teto necessário e grande capacidade de carga.
- Artilharia modificada pode ter capacidade para lançar projéteis com compostos na estratosfera[32] mas requerem pólvora que polui e é cara.
- Balões de Altitude: Podem ser usados para levar o gás até a estratosfera.  Também podem estar conectados a canos em terra, mas tais balões jamais foram conectados em terra.

### Opções de materiais
Gases precursores como o dióxido de enxofre e sulfeto de hidrogênio foram considerados. Uso ácido sulfúrico aparece para reduzir o problema do tamanho das partículas de aerossol. Outros materiais, tais como partículas fotoforéticas, dióxido de titânio e diamante também estão sob consideração.

### Sistema de injeção
A latitude e a distribuição dos locais de injeção tem sido discutido por vários autores. Enquanto um regime de injeção próximas ao equador permitiria que as partículas insiram na circulação de Brewer-Dobson, vários estudos concluíram que um regime de injeção mais amplo e de maior latitude poderia reduzir o fluxo de injeção de massa e/ou render de benefícios climáticos. A concentração de precursores de injeção em uma única longitude parece ser benéfico, com a condensação em partículas existentes reduzida, proporcionando melhor controle da distribuição do tamanho de aerossóis resultantes. O longo tempo de residência de dióxido de carbono na atmosfera pode exigir de uma escala de comprometimento de milênios para o SRM se redução de emissões não forem objetivadas simultaneamente.

## Pesquisa de campo
Quase todos os trabalhos sobre injeção de sulfato na estratosfera foi limitado a modelos e trabalho de laboratório. Uma equipe russa testou a formação de aerossol na baixa troposfera usando helicópteros. O projeto SPICE (Injeção de Partículas na Estratosfera para Engenharia de Clima) planejou um trabalho de campo limitado a fim de avaliar o potencial de entrega do sistema, mas este componente do projeto foi cancelado. Em 2015, um grupo baseado na Universidade de Harvard descreveu um potencial de experimento de campo para testar os possíveis danos à camada de ozônio estratosférica usando injeção de sulfato, e um primeiro teste está previsto para 2019, planejado para ser executado no deserto de Tucson.